# Museo diocesano sorrentino-stabiese
Il Museo diocesano sorrentino-stabiese è un museo archeologico, ubicato a Castellammare di Stabia.

## Storia
Durante i lavori di costruzione della cappella del patrono, san Catello, prevista nell'ampliamento della cattedrale di Castellammare di Stabia, tra il 1875 e il 1879, venne rinvenuta una necropoli romana con resti di tombe, strade, case e botteghe, la quale insisteva lungo l'antica via che collegava Nuceria Alfaterna con Sorrentum: quest'area fu chiamata Area Christianorum. I reperti vennero ospitati per volere del vescovo Vincenzo Maria Sarnelli, con l'aiuto dell'archeologo Giuseppe Cosenza, nella sala capitolare della cattedrale dove restarono fino al 1964 quando furono trasferiti all'Antiquarium stabiano, museo creato da Libero D'Orsi per custodire i resti provienienti dagli scavi dell'antica Stabia sulla collina di Varano.
I reperti restarono all'Antiquarium stabiano fino al 2007, nonostante questo fosse chiuso già dalla fine degli anni '90 del XX secolo, quando furono trasferiti nella sede del museo diocesano, inaugurato l'anno successivo dal vescovo Felice Cece e ubicato all'interno della chiesa dell'Oratorio.

## Descrizione
Oltre a resti di colonne, lucerne, lapidi e capielli, il museo ospita un cippo miliare che venne posto sulla strada che collegava Nuceria Alfaterna a Sorrentum dopo la sua riapertura a seguito dell'eruzione del Vesuvio del 79, testimonianza della ripresa della vita nella zona dopo l'evento, diversi sarcofagi come quello di Caio Longinio Prisco, sul quale sono scolpite le figure di Apollo, Minerva e le Muse e quello di Bettia Felicita e il coperchio del sarcofago di Cornelia Ferocia, mentre il resto è stato riutilizzato come altare nella cappella di San Catello.
Inoltre è custodita una fibula in osso, la Concordia Apostolorum, raffigurante l'abbraccio tra gli apostoli Pietro e Paolo, i resti di una statua in terracotta raffigurante San Biagio, proveniente dall'omonima grotta e una tegola del IV secolo con il monogramma di Cristo.